# Robbert Dijkgraaf

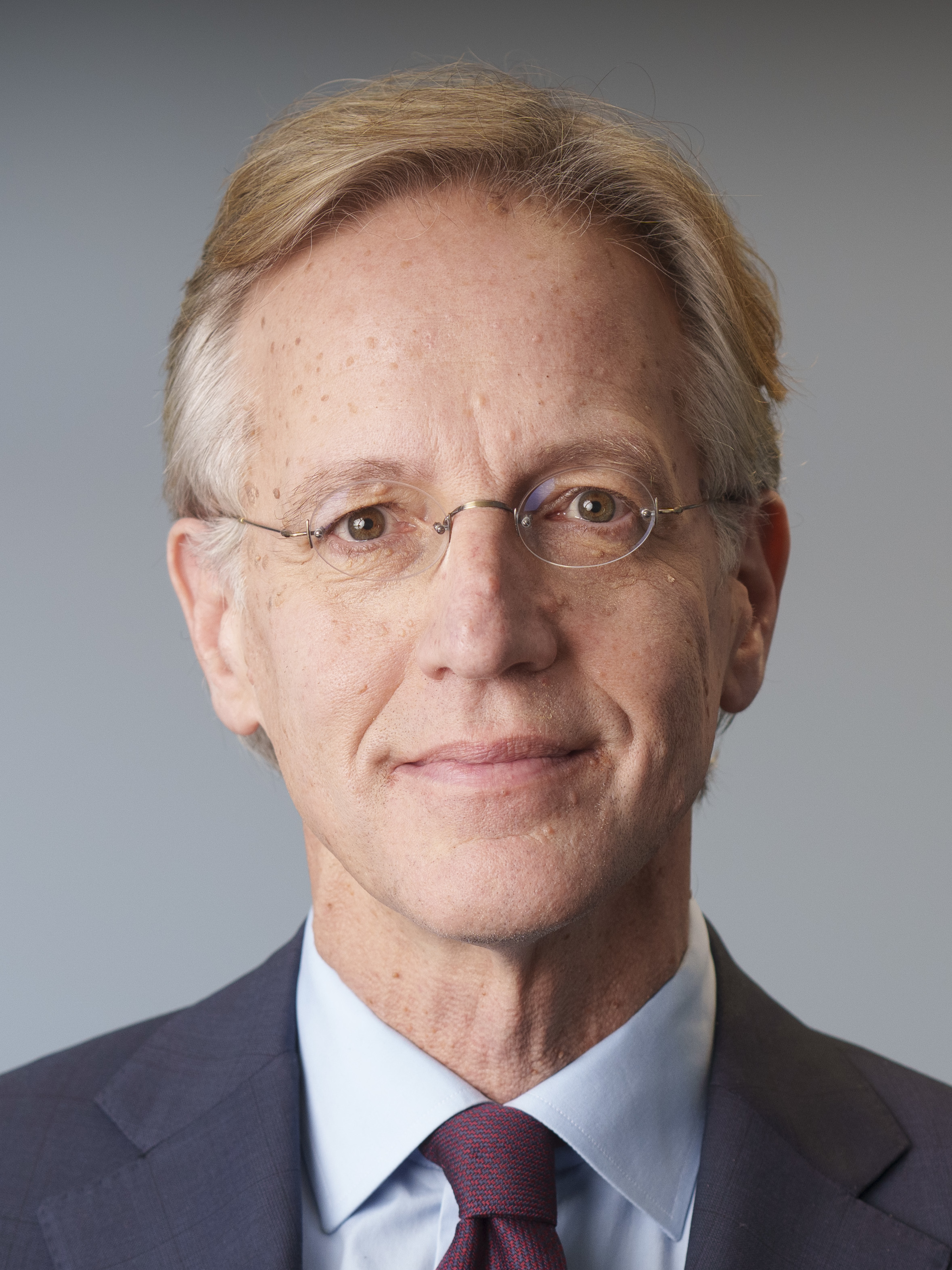
Robbert Dijkgraaf (2022)

Robertus Henricus (Robbert) Dijkgraaf (* 24. Januar 1960 in Ridderkerk) ist ein niederländischer theoretischer Physiker und Stringtheoretiker. Im Dezember 2024 wurde Dijkgraaf zum Präsidenten des Internationalen Wissenschaftsrats (ISC) gewählt. Er soll im Oktober 2026 die Nachfolge von Peter Gluckman als Präsident des ISC antreten.
Von Januar 2022 bis Juli 2024 war Dijkgraaf Minister für Bildung, Kultur und Wissenschaft der Niederlande im Kabinett Rutte IV. Von 2005 bis 2022 war Dijkgraaf Professor für Mathematische Physik an der Universität Amsterdam und von 2012 bis 2022 Direktor des Institute for Advanced Study in Princeton.

## Leben

### Ausbildung und Karriere
Dijkgraaf studierte von 1978 bis 1982 und von 1984 bis 1986 Physik und Mathematik an der Universität Utrecht. Er unterbrach sein naturwissenschaftliches Studium von 1982 bis 1984 für ein Studium der Malerei an der Gerrit Rietveld Academie in Amsterdam. 1989 promovierte er bei dem späteren Nobelpreisträger Gerard 't Hooft an der Universität Utrecht in theoretischer Physik. Als Post-Doktorand war er an der Princeton University und dem Institute for Advanced Study in Princeton.
Von 1992 bis 2005 war Dijkgraaf Dozent, von 2005 bis 2022 Professor für Mathematische Physik an der Universität Amsterdam. Zu seinen Doktoranden gehört Christoph Schweigert.
Von 2008 bis 2012 war er Präsident der Königlich Niederländischen Akademie der Wissenschaften (KNAW). Von 2008 bis 2016 war er Ko-Vorsitzender des InterAcademy Partnership (IAP) und von 2016 bis 2017 deren erster Präsident.
Von 2012 bis 2022 war Dijkgraaf Direktor und Leon-Levy-Professor des Institute for Advanced Study in Princeton.
Von 2022 bis 2024 war er auf Vorschlag der Partei D66 Minister für Bildung, Kultur und Wissenschaft der Niederlande. Zuvor war Dijkgraaf als politischer Berater tätig gewesen. Für seine Leistungen in der Wissenschaftskommunikation – darunter häufige Auftritte im niederländischen Fernsehen, eine monatliche Zeitungskolumne im NRC Handelsblad, mehrere Bücher für ein allgemeines Publikum und der Start der Website Proefjes.nl für den wissenschaftlichen Unterricht -– war er 2019 mit der Iris Medal for Excellent Science Communication gewürdigt worden.

### Persönliches
Dijkgraaf ist verheiratet mit der Autorin Pia de Jong, mit der er drei Kinder hat. Seine jüngste Tochter wurde mit einer seltenen Form der Leukämie geboren. Diese Erfahrung verarbeitete seine Frau Pia de Jong in Saving Charlotte: A Mother and the Power of Intuition.

## Werk
Dijkgraaf lieferte bedeutende Beiträge zur Stringtheorie. Seine Forschung konzentriert sich auf die Schnittstelle zwischen Mathematik und Teilchenphysik. Dijkgraaf fand Verbindungen zwischen Matrixmodellen, der topologischen Stringtheorie und der supersymmetrischen Quantenfeldtheorie und entwickelte präzise Formeln für die Zählung von gebundenen Zuständen, die die Entropie bestimmter Schwarzer Löcher erklären.
1990 führte er mit Edward Witten Chern-Simons-Theorien mit endlicher Eichgruppe ein als einfache Beispiele von einer erweiterten topologischen Quantenfeldtheorie (Dijkgraaf-Witten-Theorie). 2004 schlug er mit Cumrun Vafa, Sergei Gennadjewitsch Gukow und Andrew Neitzke topologische M-Theorie als vereinheitlichende Theorie verschiedener Form-Theorien der Gravitation vor.

## Funktionen
- 2007–2010: Mitglied der Zweiten Innovationsplattform
- 2005–2012: Mitglied im Aufsichtsrat der Stiftung Kunst in de Openbare Ruimte (Kunst im öffentlichen Raum)
- 2009–2012: Mitglied im Aufsichtsrat der Gerrit Rietveld Academie
- 2009–2012: Vorsitzender des Aufsichtsrats der Rundfunkanstalt VPRO
- 2007–2015: Mitglied im Aufsichtsrat des Van-Gogh-Museums, des Teylers-Museums und des NEMO-Science-Museums
- 2004–2022: Kolumnist der Tageszeitung NRC Handelsblad[15]
- 2015–2022: Vorsitzender des Aufsichtsrats der Hartwig Medical Foundation[16]
- 2020–2022: Mitglied der Beratungskommission für den Nationalen Wachstumsfonds
- 1999–2022: Mitglied zahlreicher internationaler wissenschaftlicher Beratungskomitees, etwa am Max-Planck-Institut für Mathematik (Bonn), Institut des Hautes Études Scientifiques (Bures-sur-Yvette) und Isaac Newton Institute for Mathematical Sciences (Cambridge)

## Mitgliedschaften
- 2003: Königlich Niederländische Akademie der Wissenschaften (KNAW)[17]
- 2008: Academia Europaea[18]
- 2012: Ehrenmitglied der Niederländischen Physikalischen Gesellschaft[19]
- 2012: Ehrenmitglied der Koninklijke Nederlandse Chemische Vereniging[19]
- 2013: American Academy of Arts and Sciences[20]
- 2013: American Philosophical Society[21]
- 2013: Fellow der American Mathematical Society in der Inaugural Class[22]
- 2013: Royal Society of Edinburgh[23]
- 2025: Auswärtiges Mitglied der Royal Society

## Ehrungen und Auszeichnungen
- 1998: Eingeladener Sprecher auf dem Internationalen Mathematikerkongress in Berlin (The mathematics of Fivebranes)
- 1999: Donegall Lecturer am Trinity College Dublin (The unreasonable effectiveness of physics in modern mathematics)
- 2000: Plenarvortrag auf dem 3. Europäischen Mathematikerkongress 2000 in Barcelona (The mathematics of M-theory)
- 2002: Physica Preis der Niederländischen Physikalischen Gesellschaft[24]
- 2003: Spinoza-Preis der Niederländische Organisation für wissenschaftliche Forschung[25]
- 2012: Ritter im Orden vom niederländischen Löwen[26]
- 2012: Comenius-Preis[27]
- 2013: Ehrendoktorwürde der Radboud-Universität Nijmegen[28]
- 2019: Ehrendoktorwürde der Universität Leiden[29]
- 2019: Ehrendoktorwürde der Vrije Universiteit Brussel[30]
- 2019: Iris Medal for Excellent Science Communication[12]

## Veröffentlichungen (Auswahl)

### Bücher, Herausgeber, Buchbeiträge
- A geometrical approach to two-dimensional Conformal Field Theory, Utrecht 1990 (Dissertation)
- Herausgeber mit Igor Klebanov, K. S. Narain, S. Randjbar-Daemi: String Theory, Gauge Theory and Quantum Gravity '93, Proc. Trieste Spring School & Workshop April 1993, World Scientific 1994
  - darin von Dijkgraaf: Perturbative Topological Field Theory, S. 189–227.
  - Dijkgraaf ist auch Herausgeber von  String Theory, Gauge Theory and Quantum Gravity,  der Proc. Trieste Spring School and Workshop 1994 (Nucl. Phys. B, Proc. Suppl., Band 41), 1995 (Nucl. Phys. B, Proc. Suppl, Band 45 B,C), 1996 (Nucl. Phys. B, Proc. Suppl., Band 55 B)
- mit Carel Faber, Gerard van der Geer: The Moduli Space of Curves, Perspectives in Mathematics 129, Birkhäuser 1995
  - darin von Dijkgraaf: Mirror symmetry and elliptic curves, S. 149–164
- Abraham Flexner, mit Begleit-Essay The world of tomorrow von Dijkgraaf: The usefulness of useless knowledge, Princeton UP 2017 (Originalaufsatz von Flexner 1939)

### Aufsätze
- mit Erik Verlinde, Herman Verlinde: C=1 conformal field theories on Riemann surfaces, Comm. Math. Phys., Band 115, 1988, S. 649–690
- mit Edward Witten: Topological gauge theories and group cohomology, Communications in Mathematical Physics, Band 124, 1990, S. 393–429
- mit Edward Witten: Mean Field Theory, Topological Field Theory, and Multimatrix Models, Nucl. Phys. B, Band 342, 1990, S. 486–522
- mit Erik Verlinde, Herman Verlinde: String propagation in a black hole geometry, Nucl. Phys. B, Band 371, 1992, S. 269–314
- Intersection Theory, Integrable Hierarchies and Topological Field Theory, Cargèse Summer School 1991, Arxiv
- mit Erik Verlinde, Herman Verlinde:  Matrix string theory, Nucl. Phys. B, Band 500, 1997, S. 43–61, Arxiv
- mit Gregory W. Moore, Erik Verlinde, Herman Verlinde: Elliptic Genera of Symmetric Products and Second Quantized Strings, Comm. Math. Phys., Band 185, 1997, S. 197–209, Arxiv
- Les Houches Lectures on Fields, Strings and  Duality, Les Houches Summer School 1995, Arxiv
- The mathematics of five branes, ICM 1998, Arxiv
- mit Cumrun Vafa: On geometry and matrix models, Nucl. Phys. B, Band 644, 2002, S.  21–39, Arxiv
- mit Cumrun Vafa: Matrix models, topological strings, and supersymmetric gauge theories, Nucl. Phys. B, Band 644, 2002,  S. 3–20, Arxiv
- mit Sergei Gukov, Andrew Neitzke, Cumrun Vafa: Topological M-theory as Unification of Form Theories of Gravity, Adv. Theor. Math. Phys., Band 9, 2005, S. 603–655, Arxiv
- mit Mina Aganagic, Albrecht Klemm, Marcos Marino, Cumrun Vafa: Topological strings and integrable hierarchies, Comm. Math. Phys., Band 261, 2006, S. 451–516, Arxiv
- mit Rajesh Gopakumar, Hirosi Ooguri, Cumrun Vafa: Baby universes and string theory, Int. J. Mod. Phys. D, Band 15, 2006, S. 1581–1586, Arxiv
- mit Edward Witten: Developments in Topological Gravity, Int.J.Mod.Phys. A, Band 33, 2018, S. 1830029, Arxiv

### Populärwissenschaftliche Aufsätze
- To Solve the Biggest Mystery in Physics, Join Two Kinds of Law, Quanta Magazine 7. September 2017 (auch in Wired),
- Quantum questions inspire new math, Quanta Magazine, 30. März 2017
- There Are No Laws of Physics. There’s Only the Landscape, Quanta Magazine, 4. Juni 2018